# Cal Corraler
Cal Corraler és un habitatge del municipi d'Ordis inclòs en l'Inventari del Patrimoni Arquitectònic de Catalunya.

## Descripció
Es tracta d'una casa amb teulada a dues aigües, situada darrere la façana lateral sud de Sant Julià d'Ordis. Casal de grans dimensions, amb coberts i magatzems posteriors, i grans estances. Hi ha diferents elements a destacar:
-La façana principal, que dona a tramuntana i de la que en destaca una portalada de caràcter gòtic amb les impostes encorbades i diferents obertures rectangulars, de les que n'ha desaparegut la balconada, emmarcades amb carreus. També hi ha un petit finestró amb arc conopial.
-La façana lateral que dona al carrer de la tria té una eixida força estreta a la que s'hi arriba per una finestra. Aquesta finestra és feta de carreus de pedra sorrenca de considerables dimensions, amb algunes motllures a l'emmarcament. A la llinda apareix una inscripció:"Pera ivtia 1603 ihs". Un guardapols força sobresortit corona la finestra.
-A la planta d'habitació hi havia unes golfes, que desoneixem si encara es conserven, en les que s'apreciava el tipus de coberta: el bigam descansa sobre una gran biga central que alhora se sosté per una columna amb capitell; El fust consta de dos tambors de grans dimensions, amb collarí, equí i àbac. A l'equí hi ha quatre fulles que s'enrotllen a manera de volutes sota cadascun dels cantons de l'àbac. Entre "voluta i voluta" es repeteixen dos temes decoratius esculpits: en un costat el que podrien ser tres fulles, i a l'altre un motiu geomètric.
Entre el bigam i la rajola hi ha llates col·locades en sentit transversal.
-L'aparell constructiu és molt heterogeni i material de reompliment (còdols, rajols...) units amb argamassa.